# Маргарита (кронпринцесса Румынии)
Принцесса Маргарита Румынская, также именуется Кронпринцесса Румынская, Хранительница Румынского престола, бывшая принцесса Гогенцоллерн (род. 26 марта 1949, Лозанна, Швейцария) — старшая дочь бывшего короля Румынии Михая I и его супруги королевы Анны. Она является прапрапраправнучкой королевы Виктории (а также и российского императора Александра II) и крёстной дочерью принца Филиппа.
У Маргариты нет детей. Её наследницей станет её сестра, принцесса Елена Румынская. Однако согласно салическому закону ни Маргарита, ни её сестра не могут унаследовать трон. 30 декабря 2007 года король Михай назначил принцессу Маргариту предполагаемой наследницей трона, даровав ей титул «кронпринцесса Румынская», хотя этот указ из-за отсутствия одобрения Парламента не имеет юридической силы. Король Михай обратился к румынскому Парламенту с просьбой, чтобы в случае восстановления монархии салический закон престолонаследия был отменён.

## Биография
Свои детские годы принцесса Маргарита провела в Швейцарии. После окончания средней школы она планировала поступать в парижскую Школу изящных искусств. Семья убедила её провести год с бабушкой, Королевой-матерью Еленой, во Флоренции. Затем она поступила в Эдинбургский университет, выпустившись из которого работала в различных британских институтах, специализируясь на социологии медицины и здравоохранении. Во время учебы встречалась с молодым Гордоном Брауном. 
Маргарита принимала участие в исследовательской программе Всемирной организации здравоохранения, направленной на развитие политики здравоохранения и разработку превентивных проектов. В 1983 году она переехала в Рим и стала сотрудничать с Продовольственной и сельскохозяйственной организацией ООН. В качестве одного из организаторов Всемирного дня продовольствия она работала над кампанией по повышению осведомленности населения о сельскохозяйственных проектах, борьбе с голодом и нищетой. Три года спустя она вступила в Международный фонд сельскохозяйственного развития.
В 1989 году она присоединилась к своему отцу в Женеве и посвятила себя благотворительной работе в Румынии. Она нашла родную страну в удручающем состоянии: более 150 тыс. детей жили в сиротских приютах. Это произвело на Маргариту сильное впечатление, и в 1990 году она создала Фонд принцессы Маргариты Румынской, некоммерческую организацию, занимающуюся формированием гражданского общества в Румынии. На сегодняшний день Фонд осуществляет программы по улучшению жилищных условий детей, молодых семей и пожилых, по формированию связей между молодых и старым поколениями, по стимулированию неправительственных организаций, работающих с детьми, по развитию творчества. За годы своего существования Фонд собрал более 5 млн евро.

## Личная жизнь
21 сентября 1996 года в Лозанне мужем Маргариты стал Раду Дуда, которому был пожалован титул принца Гогенцоллерн-Веринген 1 января 1999 года. Сейчас его полный титул Его королевское высочество Раду, принц Румынии, будущий принц-консорт Румынии. Сопровождаемый женой, или чаще всего один он обычно представляет монаршую семью на различных светских мероприятиях. Маргарита и Раду познакомились в 1994 году во время работы в Фонде принцессы Маргариты. Они живут во Дворце Елизаветы в Бухаресте.
Во время обучения в Эдинбургском университете Маргарита состояла в романтических отношениях с Гордоном Брауном, будущим премьер-министром Великобритании.

## Титулы и обращения
- 26 марта 1949 — 31 декабря 2007: Её королевское высочество принцесса Румынии Маргарита, принцесса Гогенцоллерн-Зигмаринген
- 31 декабря 2007 — 10 мая 2011: Её королевское высочество кронпринцесса Румынии Маргарита, принцесса Гогенцоллерн-Зигмаринген, Хранительница румынской короны
- 10 мая 2011 — 5 декабря 2017: Её королевское высочество кронпринцесса Румынии Маргарита, Хранительница румынской короны
- С 5 декабря 2017: Её величество Маргарита, Хранительница румынской короны

## Награды
- Кавалер ордена Почётного легиона 5 класса[17].